# Elephantodeta nobilis
Elephantodeta nobilis är en insektsart som först beskrevs av Walker, F. 1869.  Elephantodeta nobilis ingår i släktet Elephantodeta och familjen vårtbitare. Inga underarter finns listade i Catalogue of Life.